# Patinage de vitesse aux Jeux olympiques de 2018 - 1 500 mètres femmes
Navigation
Sotchi 2014 Pékin 2022
Le 1 500 mètres féminin de patinage de vitesse aux Jeux olympiques d'hiver de 2018 a lieu le 12 février 2018 à l'Ovale de Gangneung en Corée du Sud.

## Médaillés
| Or                    | Argent              | Bronze                     |
| Ireen Wüst (Pays-Bas) | Miho Takagi (Japon) | Marrit Leenstra (Pays-Bas) |

## Résultats
| Rang                                | Couple | Ligne | Nom                      | Nationalité        | Temps         | Retard    | Notes |
| ----------------------------------- | ------ | ----- | ------------------------ | ------------------ | ------------- | --------- | ----- |
| Médaille d'or, Jeux olympiques      | 11     | O     | Ireen Wüst               | Pays-Bas           | 1 min 54 s 35 | —         |       |
| Médaille d'argent, Jeux olympiques  | 14     | O     | Miho Takagi              | Japon              | 1 min 54 s 55 | + 0 s 20  |       |
| Médaille de bronze, Jeux olympiques | 12     | I     | Marrit Leenstra          | Pays-Bas           | 1 min 55 s 26 | + 0 s 91  |       |
| 4                                   | 13     | I     | Lotte van Beek           | Pays-Bas           | 1 min 55 s 27 | + 0 s 92  |       |
| 5                                   | 7      | O     | Brittany Bowe            | États-Unis         | 1 min 55 s 54 | + 1 s 19  |       |
| 6                                   | 2      | O     | Nao Kodaira              | Japon              | 1 min 56 s 11 | + 1 s 76  |       |
| 7                                   | 10     | I     | Ida Njåtun               | Norvège            | 1 min 56 s 46 | + 2 s 11  |       |
| 8                                   | 14     | I     | Heather Bergsma          | États-Unis         | 1 min 56 s 74 | + 2 s 39  |       |
| 9                                   | 7      | I     | Natalia Czerwonka        | Pologne            | 1 min 57 s 85 | + 3 s 50  |       |
| 10                                  | 4      | O     | Francesca Lollobrigida   | Italie             | 1 min 57 s 94 | + 3 s 59  |       |
| 11                                  | 8      | I     | Nikola Zdráhalová        | République tchèque | 1 min 58 s 03 | + 3 s 68  |       |
| 12                                  | 6      | I     | Gabriele Hirschbichler   | Allemagne          | 1 min 58 s 24 | + 3 s 89  |       |
| 13                                  | 12     | O     | Katarzyna Bachleda-Curuś | Pologne            | 1 min 58 s 53 | + 4 s 16  |       |
| 14                                  | 5      | O     | Noh Seon-yeong           | Corée du Sud       | 1 min 58 s 75 | + 4 s 40  |       |
| 15                                  | 11     | I     | Brianne Tutt             | Canada             | 1 min 58 s 77 | + 4 s 42  |       |
| 16                                  | 13     | O     | Ayaka Kikuchi            | Japon              | 1 min 58 s 92 | + 4 s 57  |       |
| 17                                  | 8      | O     | Luiza Złotkowska         | Pologne            | 1 min 58 s 99 | + 4 s 64  |       |
| 18                                  | 5      | I     | Yekaterina Aydova        | Kazakhstan         | 1 min 59 s 05 | + 4 s 70  |       |
| 19                                  | 9      | O     | Kali Christ              | Canada             | 1 min 59 s 42 | + 5 s 07  |       |
| 20                                  | 10     | O     | Hao Jiachen              | Chine              | 1 min 59 s 58 | + 5 s 23  |       |
| 21                                  | 1      | I     | Josie Morrison           | Canada             | 1 min 59 s 77 | + 5 s 42  |       |
| 22                                  | 4      | I     | Mia Manganello           | États-Unis         | 1 min 59 s 93 | + 5 s 58  |       |
| 23                                  | 3      | I     | Tian Ruining             | Chine              | 2 min 00 s 09 | + 5 s 94  |       |
| 24                                  | 9      | I     | Roxanne Dufter           | Allemagne          | 2 min 00 s 33 | + 5 s 98  |       |
| 25                                  | 2      | I     | Francesca Bettrone       | Italie             | 2 min 00 s 43 | + 6 s 08  |       |
| 26                                  | 6      | O     | Huang Yu-ting            | Taipei chinois     | 2 min 18 s 84 | + 24 s 29 |       |
| 27                                  | 3      | O     | Maryna Zuyeva            | Biélorussie        |               |           | DQ    |

I - Couloir intérieur
O - Couloir extérieur